# 詐欺師と泥棒の党

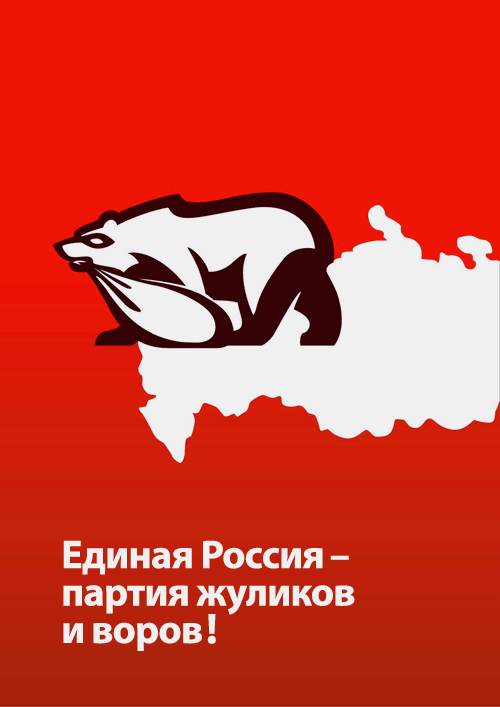
アレクセイ・ナワリヌイが主催した「詐欺師と泥棒の党に反対」宣材コンテストで入賞したポスター

詐欺師と泥棒の党（さぎしとどろぼうのとう、ロシア語: Партия жуликов и воров、頭文字を取って「ПЖиВ」と略される) とは、ロシアの政党である統一ロシアに対して使われるインターネット・ミームである。

## 歴史

### 起源
ロシア自由民主党党首（当時）のウラジーミル・ジリノフスキーが語るところによると、「詐欺師と泥棒の党」という表現は自らが2009年の段階で使用していたという。
2010年9月28日、ラジオ・フリー・ヨーロッパの番組に出演した野党指導者のボリス・ネムツォフは、統一ロシアについて、「泥棒と汚職人の政党であることはすべての国民が知っている」と述べた。その後、LiveJournal （ロシアのSNS）で人気を博していた反体制派ブロガーのアレクセイ・ナワリヌイがネムツォフの発言を取り上げ、「詐欺師と泥棒の党」という表現は統一ロシアを批判する言い回しとして定着した。

### 普及
2011年2月末、アクセスすると自動的に統一ロシアの公式サイトにリダイレクトされるпартия-жуликов-и-воров.рфなるサイトが登場した。このサイトがSNS上で話題になりアクセス数が急増した結果、スラッシュドット効果によって統一ロシアの公式サイトで数日間にわたるアクセス障害が発生した。
その後すぐに、「詐欺師と泥棒の党」という表現は西側メディアの間でも使われるようになった。西側メディアで最初にこの表現を用いたのはアメリカの雑誌であるザ・ニューヨーカーで2011年4月、「統一ロシアは腐敗した党であり、詐欺師と泥棒の党だ（United Russia is the party of corruption, the party of crooks and thieves）」とする記事を掲載した。続いてイギリスの経済誌であるエコノミストが2011年10月1日、社説で統一ロシアを「詐欺師と泥棒の党（Party of thieves and crooks）」と非難した。
2011年ロシア下院選挙の選挙運動期間中、野党政治家や反体制派市民の間で「詐欺師と泥棒の党」という表現は広く使われた。2011年ロシア反政府運動では、「詐欺師と泥棒の党を打倒せよ（Долой партию жуликов и воров）」というスローガンが広く使用された。

## 世論の反応
統一ロシアは「詐欺師と泥棒の党」という表現に対していら立っており、ある党員の代理人であると称する弁護士がナワリヌイに対し、名誉棄損の疑いで告訴すると脅迫する事件が起きた。これに対してナワリヌイは、自身のブログ上でアンケートを行うとし、その結果4万人の回答者のうち96.6%が「統一ロシアが"詐欺師と泥棒の党"であるとする見解に同意する」と回答した。この騒動を機にネット上では統一ロシアに対する反感が広まり、ナワリヌイは次の選挙で統一ロシアに投票しないよう呼びかけるため、「詐欺師と泥棒の党に反対」宣材コンテストを開催した。
ロシアの独立系調査機関であるレヴァダ・センターが2011年7月19日に行った世論調査では、ロシア国民の33%が「統一ロシアは"詐欺師と泥棒の党"である」とする見解に賛成し、47%が反対した。また、統一ロシア支持者のうち9%が、「統一ロシアは"詐欺師と泥棒の党"である」とする見解に賛成することに対し、「恥ずかしさを覚えない」と回答した。また、同年行われたレヴァダ・センターによる別の調査では、統一ロシアの支持率は54%であった。
その後2012年6月21日から26日にかけてレヴァダ・センターが行った世論調査では、ロシア国民の42%が「統一ロシアは"詐欺師と泥棒の党"である」とする見解に「同意する」と回答し、40%が「同意しない」、18%が「どちらとも言えない」と回答した。その内訳は、見解に「同意する」と回答した人のうち18%が「間違いなく同意する」、24%が「どちらかと言えば同意する」と答えた。一方、見解に「同意しない」と回答した人のうち、12%が「間違いなく同意しない」、28%が「どちらかと言えば同意しない」と答えている。 4月に行われた同様の調査では、「同意する」が38 %、「同意しない」が54 %、「どちらとも言えない」が15%であった。
また、2013年のレヴァダ・センターによる調査では、ロシア国民の間に統一ロシアに対する不満が広がっており、ロシア国民の51%が「統一ロシアは"詐欺師と泥棒の党"である」とする見解に「同意する」と回答したほか、「プーチン政権の閣僚や官僚は私腹を肥やすことにしか興味がない」と考えている国民が62%に達した。
この調査によると、国民の4分の1が「統一ロシアは国を強くしようとしている」と答えた一方、「統一ロシアの党員は国民のことを気にかけている」と回答したのは国民の10 %でしかなかった。また、国民の18%は「教育を受けた専門家が権力を握っている」と回答した。さらに、「下院議員の絶対的な正直さと収入申告を信じる」と回答したのは国民の3%でしかなく、下院議員に対する深刻な不信が広まっている現状が明らかとなった。

## 統一ロシアの反応
モスクワにあるリュブリンスキー裁判所広報部が2011年8月17日に発表したところによると、オレグ・モロゾフ下院第一副議長はナワリヌイが行った自身の不正に対する批判及び、モロゾフを「"詐欺師と泥棒の党"の著名な代表」とする主張に対し訴訟を起こした。これについてモロゾフは同日、「私は訴訟を起こしたのではなく、ナワリヌイによる挑発行為の被害者である」とする声明を発表した。
また、統一ロシアに近い活動家のウラジーミル・スヴィリドが、「統一ロシアは"詐欺師と泥棒の党"である」とするナワリヌイの発言に対して訴訟を起こしていたが、モスクワのリュブリンスキー裁判所は2011年10月11日、裁判官全員一致でスヴィリドの訴えを棄却するとの判決を下した。
2013年2月20日、統一ロシア広報部は、コメルサントFMの討論番組でナワリヌイと討論することを拒否すると発表した。声明で統一ロシア広報部は、ナワリヌイに対し「ラジオ討論ではなく捜査機関の取り調べに応じるべきだ」と主張した。
この背景には、統一ロシア所属の下院議員で下院倫理委員会の委員長を務めていたウラジーミル・ペフチンが、ナワリヌイの暴露で議員辞職に追い込まれたことに対する報復があったとされる。ナワリヌイは先に、ペフチンがマイアミに未申告の不動産を所有しているとする暴露を行っており、これによりペフチンは議員辞職に至った。